# 部落2
《部落2》（Tribes 2 ，常缩写为T2）是一个科幻第一人称射击游戏，背景设置在Earthsiege（一个Dynamix1994年首次发布的虚拟时空）。这个游戏是第二个Starsiege: Tribes，开发者是Dynamix，Sierra Entertainment发行——2001年3月。2008年11月2日，Vu Games不再运作网络游戏需要的认证服务器。但是2009年伊始，社区解决方案出台。并且不再要求cd-key

## 故事
Tribes 2设定的背景是3941年，从多个部族（部族这里用部落Tribe表示）中选择一个扮演一名士兵。Children of the Phoenix，Blood Eagle，Diamond Sword， Star Wolf。也可以选择人类创造的BioDerms。它们的人没有多少区别，除了外观和背景。

## Mod
Tribes和Tribes 2都有高度可塑性。Torque游戏引擎内建了强大的脚本语言，贴图和3D模型也可以替换。社区地图，关卡，飞行器和车辆，武器和装甲，声音设置，任务类别，各种各样的修改都可以做到，而且几乎每一部分都有相当的人做过改动，並发布在互联网上。

### 建设Mod
让玩家可以使用各种包和命令建造他们心中的东西。可以是一个箱子，可以是空间飞船甚至是一个复杂的计算器。虽然这些制作者人数少，但是他们是MOD制作的重要成分。

## 受到Tribes 2影响的游戏
Dynamix被注销后， Tribes 2开发者Dave Georgeson加入Sony Online Entertainment领导开发了中国称为星际Online，一个大型多人在线第一人称射击游戏。Torque引擎也有很多受到启发的项目。
如
- Legends （页面存档备份，存于）
- Ascension （页面存档备份，存于）

而类似部落系列的交通工具模式最终在戰地風雲，重返德军总部之后更加流行开来。

### 爱好者反应
初发布是，很多爱好者深信这个游戏不会像先作一样耐久，因为它设置了速度限制，且过度重视各种器械如飞行器，战车，战场也扩大了，甚至有8倍。

### 当前
参考Tribesnext.com

### 免费释放
2004年Tribes 2的免费释放并未造成多大影响，因为Sierra没有给出CD-Key，直到TribesNext补丁出现。

### TribesNext
2009年1月2日，社区补丁TribesNext出现，开启了对其他服务器的支持，而2008年11月，正式的官方服务器已经不可使用了。这样也不需要CD-key验证。这个补丁仅仅适用于Windows版本。